# Villiers-en-Plaine
Villiers-en-Plaine é uma comuna francesa na região administrativa da Nova Aquitânia, no departamento de Deux-Sèvres. Estende-se por uma área de 27,89 km². Em 2010 a comuna tinha 1 810 habitantes (densidade: 64,9 hab./km²).